# Bansberia
Bansberia é uma cidade e um município no distrito de Hugli, no estado indiano de Bengala Ocidental.

## Demografia
Segundo o censo de 2001, Bansberia tinha uma população de 104 453 habitantes. Os indivíduos do sexo masculino constituem 53% da população e os do sexo feminino 47%. Bansberia tem uma taxa de literacia de 71%, superior à média nacional de 59,5%; com 58% para o sexo masculino e 42% para o sexo feminino. 10% da população está abaixo dos 6 anos de idade.